# Nicarao TV
Nicarao TV (más conocido como Nicarao TV Canal 51), es un canal de televisión abierta nicaragüense. Es propiedad del gobierno de Nicaragua. del Sistema Nacional de Televisión, siendo el quinto canal público de Nicaragua. Su programación se basa en contenidos entretenimientos y noticias.
Fue lanzado al aire luego de la intervención y expropiación ilegal del canal Canal Católico de Nicaragua por parte del gobierno de Nicaragua. Su nombre oficial es Canal Entrenimientos, Noticias de Nicaragua.

## Historia

### Antecedentes
El canal anteriormente estuvo ocupado por el Canal Católico de Nicaragua, fundado en 2010 como un micro informativo de Iglesia Católica, y posteriormente como un canal de televisión.
El 25 de mayo del 2022 cerraron el Canal Católico de Nicaragua.

### Llegada del canal
El Gobierno de Nicaragua anunció que saldría al aire el nuevo canal de televisión, el Nicarao TV Canal 51, con contenido entretenimiento y noticias, anunciado por el director del canal estatal Canal 4 Multinoticias, Aarón Peralta. 
Nicarao TV fue criticado por el canal argentino Net TV de plagiar su logotipo creado en 2018, una letra N mayúscula en multicolores, por lo que fue cambiado.
El canal está a cargo del Entrenimientos y Noticias.